# رصدخانه پرتوی گامای کامپتون
رصدخانه پرتوی گامای کامپتون (انگلیسی: Compton Gamma Ray Observatory) به صورت مخفف(CGRO) یک تلسکوپ فضایی آمریکایی ساخت شرکت TRW Inc بود که بین سال‌های ۱۹۹۱ تا ۲۰۰۰ فعالیت می‌کرد. این تلسکوپ توسط ناسا و در طی مأموریت اس‌تی‌اس-۳۷ در مدار نزدیک زمین قرار گرفت. این رصدگر توانایی ردیابی و تشخیص پرتوهای نوری بین ۲۰ keV تا ۳۰ GeV را دارا بود.